# Сиренки (Глобинский район)
Сиренки́ (укр. Сіренки) — село,
Крынковский сельский совет,
Глобинский район,
Полтавская область,
Украина.
Код КОАТУУ — 5320684603. Население по переписи 2001 года составляло 126 человек.
Село указано на трехверстовке Полтавской области. Военно-топографическая карта.1869 года как хутор Катериновка

## Географическое положение
Село Сиренки находится в 0,5 км от села Шевченки и в 1-м км от села Корещина.
Около села большое озеро.

## Происхождение названия
На территории Украины 2 населённых пункта с названием Сиренки.